# Lernaea tenuis
Lernaea tenuis är en kräftdjursart som först beskrevs av C. B. Wilson 1916.  Lernaea tenuis ingår i släktet Lernaea och familjen Lernaeidae. Inga underarter finns listade i Catalogue of Life.